# Adrielson Dos Santos Silva
Adrielson Emanuel Dos Santos Silva (* 12. Juni 1997 in Paranavaí, Paraná, Brasilien) ist ein brasilianischer Beachvolleyballspieler. Er wurde 2017 U21 Weltmeister.

## Karriere
Als Jugendlicher begleitete Adrielson seine Schwestern zu Trainingseinheiten und begeisterte sich für den Sport. Mit Matheus Maia Terra de Faria wurde er bei der U21-WM 2016 Neunter. Ein Jahr später gewann er mit Renato Andrew Lima de Carvalho den Titel beim gleichen Wettbewerb. 2019 stand er zusammen mit Arthur Diego Mariano Lanci zum ersten Mal im Endspiel eines Ein-Stern-Events der FIVB. Zwei Spielzeiten später erreichten er und sein erster Partner Maia das Viertelfinale bei einer gleichwertigen Veranstaltung. 
Seit November 2021 bilden Arthur da Silva Mariano und Adrielson ein Beachpaar. Die beiden wurden  beim Vier-Sterne-Event in Itapema Dreiunddreißigste. Im folgenden Januar gewannen sie ein nationales Turnier und belegten anschließend bei den Challenge Veranstaltungen in Tlaxcala und Itapema  den fünfundzwanzigsten und den neunzehnten Rang. Besser lief es bei den südamerikanischen Spielen mit der Bronzemedaille sowie beim Elite16 in Uberlândia, wo sie die Qualifikation überstanden und dadurch den geteilten dreizehnten Platz erreichten. Ende 2023 gelang ihnen ihr bis dahin größter gemeinsamer Erfolg, als sie im Viertelfinale beim letzten Elite16 des Jahres in  João Pessoa standen, ein Resultat, das sie im folgenden Jahr bei den gleichwertigen Events am selben Ort und zuvor in Hamburg wiederholen konnten. Ebenfalls 2024 wurden sie brasilianische Meister.

## Privates
Dos Santos Silva studiert Architektur in Maringá.